# Chamaelimnas
Chamaelimnas is een geslacht van vlinders uit de familie van de prachtvlinders (Riodinidae), onderfamilie Riodininae.
Chamaelimnas werd in 1865 voor het eerst wetenschappelijk beschreven door C. & R. Felder.

## Soorten
Chamaelimnas omvat de volgende soorten:
- C. ammon (Cramer, 1777)
- C. briola H. Bates, 1868
- C. cercides Hewitson, 1871
- C. cydonia Stichel, 1910
- C. doryphora Stichel, 1910
- C. iaeris (Doubleday, 1847)
- C. joviana Schaus, 1902
- C. pansa Godman, 1903
- C. phoenias Hewitson, 1870
- C. splendens Grose-Smith, 1902
- C. tircis C. & R. Felder, 1865
- C. urbana Stichel, 1916
- C. villagomes Hewitson, 1870